# 乌克兰陆军第67机械化旅
第67獨立機械化旅（烏克蘭語：67-ма окрема механізована бригада）是烏克蘭陸軍下轄的一個烏克蘭機械化步兵部隊，成立於2022年。

## 歷史
2014年，顿巴斯战争爆發，烏克蘭民族主義政黨右区組織了烏克蘭志願軍團投入前線。
2022年，2022年俄羅斯入侵烏克蘭後不久烏克蘭當局決定將所有志願軍編置於烏克蘭軍隊，其中2014年俄羅斯聯邦併吞克里米亞之後成立的烏克蘭志願軍團為最大的團體之一 ，在當時擴大到6個營的規模，並參與了基輔、哈爾科夫、马里乌波尔等重鎮的防禦。2022年3月，烏克蘭志願軍團接受烏克蘭當局的邀請加入烏克蘭特種作戰部隊（SSO），成為志願軍第七特種作戰中心。
2022年11月下旬，烏克蘭志願軍團的部分單位組成了第67機械化旅，原先的第2營改編為第67機械化旅第1營，第6營改編為第67機械化旅第2營。該部隊擁有自己的坦克和砲兵部隊。

## 編制
2023年時的編制為
：
- 第67機械化旅
  - 旅部連
  - 第1機械化營「達文西狼」
  - 第2機械化營
  - 第2步兵營
  - 第3機械化營
  - 坦克營
  - 砲兵團
  - 第2砲兵團
  - 防空營
  - 偵察連
  - 工兵營
  - 後勤營
  - 通信連
  - 維修營
  - 雷達連
  - 衛生連

## 人物
- 德米特羅·科丘拜洛：陸軍少尉，第1機械化營營長，烏克蘭英雄。2023年3月7日戰死於巴赫穆特。

## 外部連結
- 乌克兰陆军第67机械化旅的Facebook專頁